# Rio Andraz
Il rio Andraz è un corso d'acqua a regime torrentizio dell'Agordino.
Nasce nei pressi del passo Falzarego con il nome di Rio Valparola per assumere poi il nome di rio Castello. Lambendo l'abitato di Andraz (Livinallongo del Col di Lana) cambia ulteriormente nome in rio Andraz. Sfocia, dopo un corso complessivo di 7,98 km, nel Cordevole nei pressi di Digonera.